# Cabernet Eidos
Cabernet Eidos ist eine italienische, pilzwiderstandsfähige, gezüchtete Rotweinsorte. Sie entstand aus einer Kreuzung der Sorten Cabernet Sauvignon und Bianca. 
Die Kreuzung erfolge im Jahre 2002 in Italien durch Simone Diego Castellarin, Guido Cipriani und Gabriele Di Gaspero. Die mit Cabernet Eidos bestockte Rebfläche in der Schweiz steigt derzeit. Sie lag im Jahr 2022 bei 0,31 ha, im Jahr 2021 bei 0,29 ha und im Jahre 2020 bei 0,21 ha. Die ersten mit Cabernet Eidos bestockten Rebflächen in der Schweiz werden ab dem Jahr 2017 (0,08 ha) angegeben.
Siehe auch den Artikel Weinbau in der Schweiz sowie die Liste von Rebsorten.